# Pärlmyrtörnskata
Pärlmyrtörnskata (Megastictus margaritatus) är en fågel i familjen myrfåglar inom ordningen tättingar.

## Utseende och läte
Pärlmyrtörnskatan är en karakteristisk myrfågel med tydliga vingband och vita fläckar på vingtäckarna. Hanen är grå och honan rostfärgad. Sången består av en långsam och något stigande serie med visslingar följt av hårdare toner.

## Utbredning och systematik
Fågeln förekommer från sydöstra Colombia till södra Venezuela, samt till östra Peru och västcentrala brasilianska delen av Amazonområdet. Den placeras som enda art i släktet Megastictus och behandlas som monotypisk, det vill säga att den inte delas in i några underarter.

## Levnadssätt
Pärlmyrtörnskatan hittas i undervegetation i fuktiga skogar och igenväxande ungskog. Där ses den ibland som en del av kringvandrande artblandade flockar.

## Status och hot
Arten har ett stort utbredningsområde, men tros minska i antal, dock inte tillräckligt kraftigt för att den ska betraktas som hotad. Internationella naturvårdsunionen IUCN listar arten som livskraftig (LC).

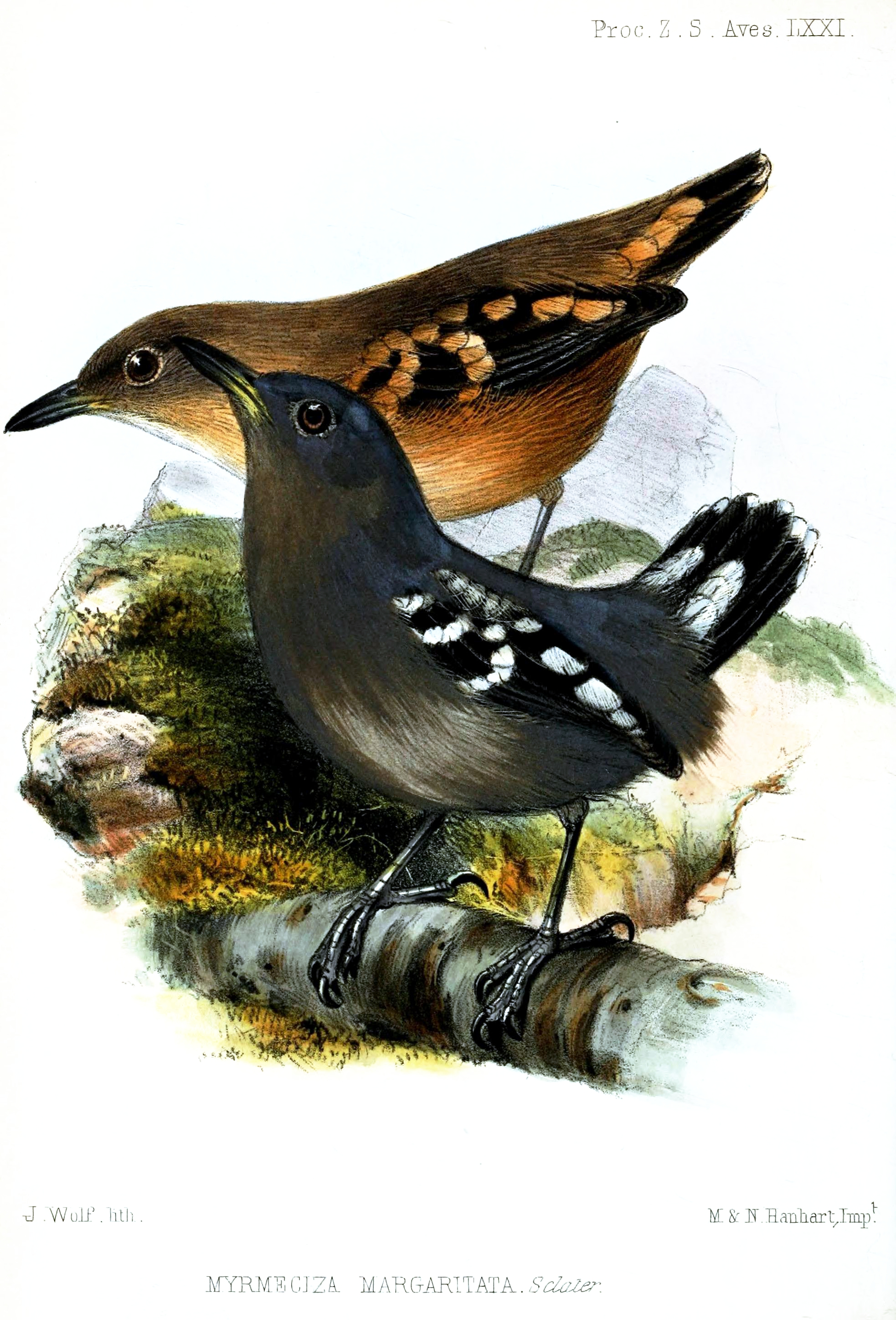